# 索索洛扎美爾
索索洛扎美爾是南非客運鐵路局的一個部門，負責長途（城際）客運鐵路服務。其在南非經營不同鐵路線，每年載客約400萬人次。在2009年之前，索索洛扎美爾是德蘭斯尼特貨運鐵路的一個部門，但在南非客運鐵路局成立後作出改動。
“索索洛扎”是南非一首關於火車工人的流行歌曲名稱，意味著前進。根據德蘭斯尼特貨運鐵路/索索洛扎美爾網站的說法，“美爾”這個詞與南非的“長途列車”相關。在更名前，公司名稱為“Mainline Passenger Services”。
2010年8月，索索洛扎美爾暫停服務。2010年11月，部分服務開始恢復。

## 路線

索索洛扎美爾路線圖

截至2012年12月，索索洛扎美爾營運以下路線：
- 約翰內斯堡 – 金伯利 – 開普敦
- 約翰內斯堡 – 彼得馬里茨堡（英语：Pietermaritzburg railway station） – 德班
- 約翰內斯堡 – 布隆方丹 – 伊莉莎白港
- 約翰內斯堡 – 布隆方丹 – 東倫敦（英语：East London railway station）
- 約翰內斯堡 – 尼爾斯普魯特 – 科馬提普特（英语：Komatipoort）
- 約翰內斯堡 – 波羅克瓦尼 – 穆西納
- 開普敦 – 金伯利 – 布隆方丹 – 彼得馬里茨堡（英语：Pietermaritzburg railway station） – 德班
- 開普敦 – 東倫敦（英语：East London railway station）

## 事故
2018年1月4日，索索洛扎美爾營運的一列客運列車在克龍斯塔德附近的平交道口與一輛卡車相撞。列車出軌並至少有一卡車廂起火。事件造成20人死亡，260人受傷。

## 外部連結
- Shosholoza Meyl official website （页面存档备份，存于）
- Premier Classe official website （页面存档备份，存于）
- Passenger Rail Agency of South Africa （页面存档备份，存于）